# Гринвил (округ Вестчестер, Њујорк)
Гринвил (енгл. Greenville, Westchester County) насељено је место без административног статуса у америчкој савезној држави Њујорк.

## Демографија
По попису из 2010. године број становника је 7.116, што је 1.532 (-17,7%) становника мање него 2000. године.
| Група             | 2000.         | 2010.         |
| Белци             | 6.265 (72,4%) | 4.964 (69,8%) |
| Афроамериканци    | 208 (2,4%)    | 107 (1,5%)    |
| Азијати           | 1.708 (19,8%) | 1.578 (22,2%) |
| Хиспаноамериканци | 365 (4,2%)    | 344 (4,8%)    |
| Укупно            | 8.648         | 7.116         |